# Cecilia Castro Salvadores
Cecilia Gabriela Castro Salvadores (Santiago de Chile, 2 de julio de 1951-17 de noviembre de 1974) fue una estudiante de Derecho de la Universidad de Chile y militante del MIR que fue detenida por agentes de la DINA el 17 de noviembre de 1974. Su nombre forma parte de la Operación Colombo. Tenía 24 años a la fecha de la detención, es una de las mujeres detenidas desaparecidas de la dictadura militar en Chile.

## Biografía
Hija de Ángel Castro Cid y Edita Salvadores de Castro. Estudió en un colegio cercano a su domicilio para luego ingresar al Liceo de Niñas N.º 1, desde donde egresó para estudiar en Derecho en la Universidad de Chile. Siempre fue una excelente alumna; pese a ser baja de estatura llegó a ser seleccionada chilena en vóleibol. En la Escuela de Derecho de la Universidad de Chile, siguió con un compromiso político que heredó de sus antepasados: su abuela materna fue la primera mujer que firmó los registros del Partido Radical y su abuelo materno fue fundador del Partido Socialista. En su militancia en el Movimiento de Izquierda Revolucionaria (MIR), conoció a Juan Carlos Rodríguez Araya, con quien contrajo matrimonio el 25 de febrero de 1972. En 1973 nació su hija, Paula Valentina. Cuando cursaba cuarto año de Derecho, fue detenida junto a su marido por la Dirección de Inteligencia Nacional (DINA) el 17 de noviembre de 1974. La detención se produjo por un grupo de agentes de la DINA dirigido por Osvaldo Romo Mena. Son testigos de su detención su compañero en la Escuela de Derecho, Álvaro Varela y su cuñada Cecilia Rodríguez Araya, quien permanece detenida con ella, en el recinto de José Domingo Cañas.

## Después de su desaparición

### Proceso judicial en dictadura
El padre y hermano (ambos abogados) de Cecilia presentaron recursos de amparo que no tuvieron mayor éxito. No obstante, en el tercer recurso de amparo, que fue alegado en apelación ante la Corte Suprema por el hermano de Cecilia, se obtuvo que ese tribunal ordenara al juez de la causa por presunta desgracia, la realización de diversas diligencias, las cuales, por cierto, no tuvieron resultados. Por su parte, el suegro de Cecilia, Renato Rodríguez, quien era funcionario del BID, vino a Chile y sostuvo diversas entrevistas con funcionarios de alto nivel en el régimen. Consiguió la liberación de su hija Cecilia Rodríguez.

### Operación Colombo
Meses después de la desaparición de Cecilia Castro Salvadores, su nombre fue incluido en la nómina que publicó el diario brasileño "O'DIA" y la revista argentina “VEA”, que reprodujeron medios nacionales el 25 de julio de 1974, dando cuenta de supuestos enfrentamientos y en los cuales habrían muerto 119 chilenos. Ambas publicaciones fueron un montaje, los nombres que componían esta lista, corresponden todos a personas que fueron detenidas por la dictadura y que continúan desaparecidas. Cecilia Castro Salvadores fue parte del listado de 119 chilenos que son parte del montaje comunicacional denominado Operación Colombo.

### Informe Rettig
Familiares de Cecilia Castro Salvadores presentaron su caso ante la Comisión Rettig, Comisión de Verdad que tuvo la misión de calificar casos de detenidos desaparecidos y ejecutados durante la dictadura. Sobre el caso de Cecilia, el Informe Rettig señaló que:

El 17 de noviembre de 1974 agentes de la DINA detuvieron en su domicilio de la comuna de Providencia, a los cónyuges Cecilia Gabriela CASTRO SALVADORES y Juan Carlos RODRÍGUEZ ARAYA, ambos militantes del MIR.
La pareja Rodríguez-Castro desapareció en poder de la DINA, habiendo sido vista por testigos en Villa Grimaldi. Cecilia Gabriela Castro también fue vista previamente en el recinto de José Domingo Cañas.
La Comisión está convencida de que la desaparición de ambos fue obra de agentes del Estado, quienes violaron así sus derechos humanos.

### Proceso judicial en democracia
El caso de Cecilia Castro Salvadores fue investigado por el ministro en visita de la Corte de Apelaciones de Santiago, Hernán Crisosto. El magistrado investigó el proceso “Episodio Operación Colombo”, en un caso que denominó “Francisco Aedo y otros”, investigó a 16 víctimas de la DINA que fueron parte de la Operación Colombo, entre los que se encontraba Cecilia. El 2 de junio de 2017 el magistrado condenó a 106 exagentes de la DINA por su responsabilidad en los secuestros calificados de Francisco Aedo Carrasco, Juan Andrónicos Antequera, Jorge Andrónicos Antequera, Jaime Buzio Lorca, Mario Eduardo Calderón Tapia,  Cecilia Castro Salvadores,  Juan Carlos Rodríguez Araya, Rodolfo Espejo Gómez, Agustín Fiorasso Chau, Gregorio Gaete Farías, Mauricio Jorquera Encina, Isidro Pizarro Meniconi, Marcos Quiñones Lembach, Sergio Reyes Navarrete,  Jilberto Urbina Chamorro e  Ida Vera Almarza, todas víctimas de las maniobra de desinformación en el exterior conocida como "Operación Colombo".
En relación con la entonces estudiante de Derecho Cecilia Castro Salvadores, el magistrado Hernán Crisosto dio por establecidos los siguientes hechos:

E.- Que en horas de la madrugada del día 17 de noviembre de 1974, Cecilia Gabriela Castro Salvadores, militante del Movimiento de Izquierda Revolucionaria (MIR), fue detenida en su domicilio ubicado en Cano y Aponte N° 1080, Depto. A, de la comuna de Providencia, por agentes pertenecientes a la Dirección Nacional de Inteligencia (DINA) quienes la trasladaron al recinto de reclusión clandestino denominado ‘José Domingo Cañas’, ubicado en el N° 1367 de la calle del mismo nombre, de la comuna de Ñuñoa y posteriormente la trasladaron al recinto clandestino de detención denominado ‘Villa Grimaldi’, ubicado en Lo Arrieta N° 8200, comuna de La Reina, que eran custodiados por guardias armados y a los cuales sólo tenían acceso los agentes de la DINA;
La ofendida Castro Salvadores durante su estada en los cuarteles de José Domingo Cañas y Villa Grimaldi permaneció sin contacto con el exterior, vendada y amarrada, siendo continuamente sometida a interrogatorios bajo tortura por agentes de la Dina que operaban en dichos cuarteles con el propósito de obtener información relativa a integrantes del MIR, para proceder a la detención de los miembros de esa organización;
La última vez que la víctima Castro Salvadores fue vista por otros detenidos, ocurrió un día no determinado del mes de diciembre de 1974, sin que haya antecedente sobre su paradero hasta la fecha.

El magistrado condenó a 106 exagentes de la DINA: César Manríquez Bravo, Pedro Espinoza Bravo,  Raúl Iturriaga Neumann y   Miguel Krassnoff Martchenko a la pena de 20 años de prisión por su responsabilidad como autores de los secuestros de las 16 víctimas.
Los agentes: Orlando Manzo Durán,  Fernando Eduardo Lauriani Maturana, Basclay Zapata Reyes, Gerardo Ernesto Godoy García, Ricardo Lawrence Mires, Ciro Torre Sáez, Manuel Carevic Cubillos, Rosa Humilde Ramos Hernández, Hermon Helec Alfaro  Mundaca,  Nelson Alberto Paz Bustamante,  José Abel Aravena Ruiz, Claudio Enrique Pacheco Fernández, Nelson Aquiles Ortiz Vignolo, Rudeslindo Urrutia Jorquera, José Alfonso Ojeda Obando, Gerardo Meza Acuña, Manuel Heriberto Avendaño González, José Nelson Fuentealba Saldías, Raúl Juan Rodríguez Ponte, Alejandro Francisco Astudillo Adonis, Demóstenes Eugenio Cárdenas Saavedra, Daniel Alberto Galaz  Orellana, Francisco Maximiliano Ferrer Lima,  Leoncio Enrique Velásquez Guala, Gerardo Ernesto Urrich González, Sergio Hernán Castillo González, Teresa del Carmen Osorio Navarro, José Enrique Fuentes Torres,Julio José Hoyos Zegarra, Pedro René Alfaro Fernández, Hiro Álvarez Vega, Gustavo Galvarino Caruman Soto,  Orlando Jesús Torrejón Gatica, José Manuel Sarmiento Sotelo, Luis René Torres Méndez, Rodolfo Valentino Concha Rodríguez, Enrique Tránsito Gutiérrez Rubilar, Hugo del Tránsito Hernández Valle, Juan Ángel Urbina Cáceres, Manuel Rivas Díaz, Risiere del Prado Altez España, Daniel Valentín Cancino Varas, Juan Duarte Gallegos, Víctor Manuel Molina Astete, Fernando Enrique Guerra Guajardo,  Guido Arnoldo Jara Brevis, Leonídas Emiliano Méndez Moreno, Jorge Antonio Lepileo Barrios, Lautaro Díaz Espinoza, Pedro Ariel Aravena Aravena, Carlos Alfonso Sáez Sanhueza, Juan Carlos Villanueva Alvear, Alfredo Orlando Moya Tejeda, Rafael de Jesús Riveros Frost, Silvio Antonio Concha González, Luis Fernando Espinace Contreras, Hernán Patricio Valenzuela Salas, Luis Rigoberto Videla Inzunza, Palmira Isabel Almuna Guzmán, Sylvia Teresa Oyarce Pinto, Osvaldo Pulgar Gallardo, José Yévenes Vergara y Olegario Enrique  González Moreno fueron sentenciados a 13 años de su prisión por su responsabilidad como autores.
Para los agentes: Werner Enrique Zanghellini Martínez y  Héctor Alfredo Flores Vergara se determinó que deberán purgar la sentencia de 10 años y un día de prisión como autores. Los exagentes DINA: Heriberto del Carmen Acevedo y  Jaime Alfonso Fernández Garrido fueron castigados con 6 años de prisión por su responsabilidad como autores y el agente Samuel Fuenzalida Devia fue sancionado con 541 días de prisión por su responsabilidad como autor. En calidad de cómplices fueron condenados los agentes: José Jaime Mora Diocares, Armando  Segundo Cofre  Correa, Moisés Paulino Campos Figueroa, Oscar Belarmino La Flor Flores, Sergio Iván Díaz Lara Roberto Hernán Rodríguez Manquel, Jaime Humberto Paris Ramos, Jorge Laureano Sagardía Monje, José Stalin Muñoz Leal, Víctor Manuel de la Cruz San Martín Jiménez, Juvenal Piña Garrido, Camilo Torres Negrier, Manuel Antonio Montre Méndez,  Sergio Hernán Castro Andrade, Nelson Eduardo Iturriaga Cortes,  Carlos Justo Bermúdez Méndez, Fernando Adrián Roa Montaña, Reinaldo Alfonso Concha Orellana,  Osvaldo Octavio Castillo Arellano, Gustavo Humberto Apablaza Meneses,  Hugo Hernán Clavería Leiva,  Juan Carlos Escobar Valenzuela,  Carlos Enrique Miranda Mesa, Víctor Manuel Álvarez Droguett, Juan Ignacio  Suárez Delgado,  Raúl  Alberto Soto Pérez,  José Dorohi Hormazábal Rodríguez,  Rufino Espinoza Espinoza,  Héctor Carlos Díaz Cabezas, Jorge Segundo Madariaga Acevedo y Miguel  Ángel Yáñez Ugalde fueron castigados con la pena de 5 años y un día de prisión. Con el mismo grado de participación fueron condenados a 3 años y un día de prisión, con el beneficio de la libertad vigilada, los agentes: Jorge Luis Venegas  Silva, Edinson Antonio Fernández Sanhueza y Pedro Mora Villanueva. Un total de 13 agentes fueron absueltos de la acusación  en su contra.
De acuerdo a la investigación del ministro Hernán Crisosto las 16 víctimas -militantes del Movimiento de Izquierda Revolucionario (MIR) y del Partido Socialista- fueron detenidos por agentes de la Dirección de Inteligencia Nacional (DINA) entre el 17 de junio de 1974 y el 6 de enero de 1975 en distintas comunas de la región Metropolitana como Santiago, Providencia, La Reina y Ñuñoa y llevados a los centros de detención de Londres 38, José Domingo Cañas, Tres y Cuatro Álamos y Villa Grimaldi, últimos lugares en los que se les vio con vida.
Sus nombres aparecieron en dos listados publicados el 25 de junio de 1975 en la revista Novo O'Dia de Curitiba, Brasil, y el 15 de julio de 1975 en la revista Lea de Buenos Aires, Argentina, que registraron ediciones únicas en maniobras de desinformación ejecutadas en el exterior por la DINA.
El 30 de noviembre de 2020 la Corte de Apelaciones de Santiago condenó a 34 agentes de la DINA por su responsabilidad en el delito de secuestro calificado de los 16 ex presos políticos. La Octava Sala condenó a los agentes César Manríquez Bravo, Pedro Octavio Espinoza Bravo, Raúl Eduardo Iturriaga Neumann y Miguel Krassnoff Martchenko a 4 años de presidio, con el beneficio de la libertad vigilada, por su responsabilidad como autores de los secuestros de las 16 víctimas. En tanto, Fernando Lauriani Maturana, Gerardo Godoy García, Ricardo Lawrence Mires, Ciro Torré Sáez, Manuel Carevic Cubillos, Rosa Ramos Hernández, Hermon Alfaro Mundaca, Nelson Paz Bustamante, José Ojeda Obando, Raúl Rodríguez Ponte, Francisco Ferrer Lima, Teresa Osorio Navarro, José Fuentes Torres, Pedro Alfaro Fernández, Hiro Álvarez Vega, Orlando Torrejón Gatica, Enrique Gutiérrez Rubilar, Hugo Hernández Valle, Daniel Cancino Varas, Alfredo Moya Tejeda, Luis Videla Inzunza, Osvaldo Pulgar Gallardo, José Yévenes Vergara y Olegario González Moreno fueron condenados a 3 años y un día de presidio, los exagentes Heriberto del Carmen Acevedo Gallardo y Jaime Fernández Garrido fueron sentenciados a 541 días de presidio todos con el beneficio de la remisión condicional de la pena. En la sentencia, el tribunal de alzada redujo la pena de las condenas con el fundamento de utilizar la prescripción gradual de la pena. "Que respecto de todos aquellos que resultan responsables de ser autores de uno o más de los delitos motivo de la acusación, procede aplicar lo que previene el artículo 103 del Código Penal”.
La Sala Penal de la Corte Suprema dictó sentencia definitiva el 3 de marzo de 2023, se modificó las penas que fueron aplicadas en segunda instancia al no aceptar la Sala Penal la aplicación de la calificación de la media prescripción. En el fallo se condenó a los exagentes de la DINA: César Manríquez Bravo, Pedro Octavio Espinoza Bravo, Raúl Eduardo Iturriaga Neumann y Miguel Krassnoff Martchenko a la pena de 15 años y un día de prisión, en calidad de autores de los delitos de secuestro calificado. Otros agentes de la DINA: Fernando Eduardo Lauriani Maturana, Gerardo Ernesto Godoy García, Manuel Carevic Cubillos, Rosa Humilde Ramos Hernández, Hermon Helec Alfaro Mundaca, Nelson Alberto Paz Bustamante, José Abel Aravena Ruiz, Claudio Enrique Pacheco Fernández, Nelson Aquiles Ortiz Vignolo, Rudeslindo Urrutia Jorquera, José Alfonso Ojeda Obando, Manuel Heriberto Avendaño González, Raúl Juan Rodríguez Ponte, Alejandro Francisco Astudillo Adonis, Daniel Alberto Galaz Orellana, Francisco Maximiliano Ferrer Lima, Leoncio Enrique Velásquez Guala, Teresa del Carmen Osorio Navarro, José Enrique Fuentes Torres, Julio José Hoyos Zegarra, Pedro René Alfaro Fernández, Hiro Álvarez Vega, Orlando Jesús Torrejón Gatica, José Manuel Sarmiento Sotelo, Luis René Torres Méndez, Rodolfo Valentino Concha Rodríguez, Enrique Tránsito Gutiérrez Rubilar, Hugo del Tránsito Hernández Valle, Manuel Rivas Díaz, Daniel Valentín Cancino Varas, Juan Duarte Gallegos, Víctor Manuel Molina Astete, Fernando Enrique Guerra Guajardo, Leonidas Emiliano Méndez Moreno, Jorge Antonio Lepileo Barrios, Lautaro Díaz Espinoza, Pedro Ariel Aravena Aravena, Carlos Alfonso Sáez Sanhueza, Juan Carlos Villanueva Alvear, Alfredo Orlando Moya Tejeda, Rafael de Jesús Riveros Frost, Silvio Antonio Concha González, Luis Fernando Espinace Contreras, Hernán Patricio Valenzuela Salas, Luis Rigoberto Videla Inzunza, Palmira Isabel Almuna Guzmán, Sylvia Teresa Oyarce Pinto, Osvaldo Pulgar Gallardo, José Yévenes Vergara, Olegario Enrique González Moreno, Werner Enrique Zanghellini Martínez y Héctor Alfredo Flores Vergara fueron condenados a 10 años y un día de prisión, como autores. En el caso de los agentes Jaime Alfonso Fernández Garrido y Samuel Fuenzalida Devia fueron condenados, en calidad de autores, a 5 años y un día y 541 días de prisión.

## Memorial en la Escuela de Derecho de la Universidad de Chile
El 19 de noviembre de 2014 fue inaugurado en el jardín de la Escuela de Derecho de la Universidad de Chile un Memorial, que recuerda a los estudiantes de derecho, como a los abogados que estudiaron en ese lugar que son víctimas de la dictadura de Pinochet. Memorial que fue financiado por el Programa de Derechos Humanos del Ministerio del Interior.
La obra está emplazada en un costado del patio de la escuela y recuerda la memoria de 21 egresados: Arsenio Poupin, José Tohá, Ismael Chávez, Cecilia Castro, Patricio Munita, Juan Soto, Orlando Letelier, Germán Moreno, Carlos Berger, Julio Cabezas, Arnoldo Camu, Sócrates Ponce, Fernando Valenzuela, Reinaldo Poseck, Guillermo Vallejos, Carlos Salazar, Guillermo Pinto, Roberto Guzmán, Mario Silva, Littre Abraham y Rubén Cabezas.

## Corte Suprema otorgó el título póstumo de abogada
Como un acto de reparación con aquellas víctimas de la dictadura que eran estudiantes de Derecho la Corte Suprema de Justicia de Chile otorgó los títulos póstumos de abogado. En una ceremonia solemne realizada en el Salón de Actos de la Corte Suprema se entregaron, los títulos a quienes obtuvieron su grado de licenciado de manera póstuma en la Universidad de Chile, Cecilia Gabriela Castro Salvadores y los ejecutados políticos Germán Rodolfo Moreno Fuenzalida,; y de los ejecutados políticos Patricio Munita Castillo, Juan Ramón Soto Cerda y Orlando Letelier del Solar. En el acto participaron familiares, como miembros de agrupaciones de Derechos Humanos. El entonces presidente de la Corte Suprema de Justicia destacó la importancia de esta ceremonia como un gesto de reparación integral a las víctimas de graves violaciones a los derechos humanos: 

Es una ceremonia especial y trascendente, porque no solo estamos acá para entregarle el título de abogado y abogada a quienes lamentablemente no pueden estar presentes, prestar el juramento y ejercer la profesión que hoy oficialmente se les reconoce, lo hacemos como forma de reparación que, siendo simbólica, constituye un paso concreto para cumplir en forma cabal ese propósito para las personas directamente afectadas, sus familiares y la sociedad en su conjunto”.

## Matrimonio y descendencia
Cecilia Castro Salvadores estaba casada con Juan Carlos Rodríguez Araya, también detenido desaparecido, y era madre de una niña.

### Homenaje cinematográfico
Su hija, Valentina Rodríguez, aparece en la película Nostalgia de la Luz, de Patricio Guzmán (2011). Raconta brevemente la historia de sus padres. Ella creció en la ausencia de ellos, llevada por sus abuelos. Hoy es una astrónoma reconocida. 